# Tibastväxter
Tibastväxter (Thymelaeaceae) är en familj av trikolpater med mellan 700 och 750 arter i 50 släkten. Tibastväxterna finns över hela världen, men framförallt i tropiska områden i Afrika, sydöstra Asien och Australien. I Sverige förekommer endast arten tibast (Daphne mezereum) vildväxande. 
De flesta tibastväxterna är träd och buskar men det finns även några klätterväxter och örter.
Flera släkten är ekonomiskt viktiga, framförallt raminsläktet (Gonystylus) som är träd med hårt, ljust virke. Tibastsläktet (Daphne) odlas för sina väldoftande blommor. Många tibastväxtarter är giftiga.